# 相容性測試
相容性測試（英語：Compatibility testing）確定一產品是否可於其他軟、硬體配合下正確地運作。須先開發一可以反映硬體與軟體結合運作的測試矩陣，一旦測試矩陣發展出來，所有產品主要的功能皆可於各個位置上運作。軟、硬體皆需相容性測試方能確保不同電子產品於互相運作時能順利。
相容性測試應於不同環境下執行，如不同電腦、設備、作業系統、瀏覽器、網路連結速度皆會有不同程度之影響。

## 可執行相容性測試之產品
電腦、手機、遊戲機、MP3播放器、DVD播放機、電視機、投影機、Access Point、個人數位助理(Personal Digital Assistant,PDA)......。